# Маєнфельд
Маєнфельд (нім. Maienfeld) — місто  в Швейцарії в кантоні Граубюнден, регіон Ландкварт.

## Географія
Місто розташоване на відстані близько 160 км на схід від Берна, 18 км на північ від Кура.
Маєнфельд має площу 32,3 км², з яких на 5,8% дозволяється будівництво (житлове та будівництво доріг), 43,1% використовуються в сільськогосподарських цілях, 31,9% зайнято лісами, 19,2% не є продуктивними (річки, льодовики або гори).

## Демографія
2019 року в місті мешкало 3006 осіб (+17,7% порівняно з 2010 роком), іноземців було 10,4%. Густота населення становила 93 осіб/км².
За віковим діапазоном населення розподілялося таким чином: 18,4% — особи молодші 20 років, 62,3% — особи у віці 20—64 років, 19,2% — особи у віці 65 років та старші. Було 1343 помешкань (у середньому 2,2 особи в помешканні).
Із загальної кількості 2010 працюючих 162 було зайнятих в первинному секторі, 514 — в обробній промисловості, 1334 — в галузі послуг.